# Hockeytown

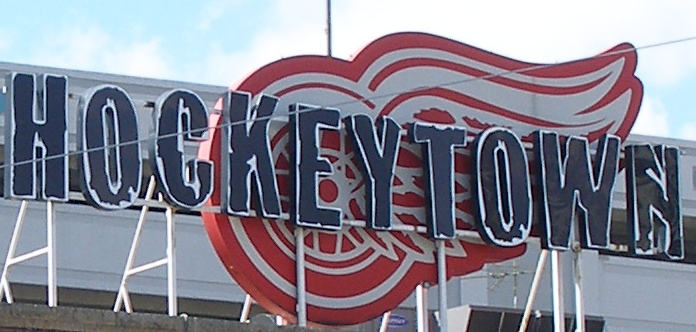
Le logo Hockeytown sur le toit d'un café à Détroit.

Hockeytown et Hockey Town (en français : « ville du hockey ») sont des surnoms donnés à plusieurs lieux aux États-Unis et au Canada pour parler d'une ville ou d'un lieu qui a une histoire et une réputation de place forte du hockey. Plusieurs villes en Amérique du Nord ont porté ce surnom, la ville de Warroad dans le Minnesota serait la première d'entre elles. Les villes suivantes font également souvent références au terme hockeytown :
- Binghamton (État de New York) est surnommé Hockeytown depuis le milieu des années 1970. Après une première année avec un succès mitigé, les Dusters de Broome gagnent rapidement en popularité et de nombreux matchs sont joués à guichets-fermés. Cette évolution rapide emmène The Hockey News à surnommer Binghamton Hockey Town USA[2].
- Détroit (Michigan) ; l'équipe de la ville, les Red Wings, évoluant dans la Ligue nationale de hockey, dépose en 1996 l'expression Hockeytown en tant que partie de sa campagne de marketing[3].
- Montréal (Québec) ; les mots hockey town se sont appliqués également à la ville de Montréal[4].
- Saugus (Massachusetts) ; la patinoire de la ville se nomme Hockey Town USA[5].